# Komisurální vlákno

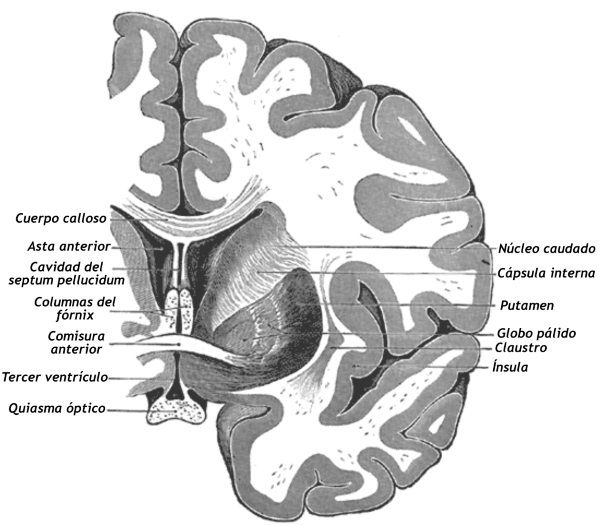
řez mozkem znázorňující mj. také komisurální vlákno

Komisurální vlákno je souvislá struktura bílé hmoty, která propojuje obě hemisféry mozku. Mezi komusirurální strukturu patří např. corpus callosum, commissura anterior, commissura posterior nebo lyra.